# Ohio-klassen
Ohio-klassen er en klasse af atomdrevne ubåde udrustet med 24 interkontinentalt ballistisk missiler der hver især medbringer 12 atomsprænghoveder (MIRV) så i alt 288 atomsprænghoveder kan medbringes. US Navy har 18 enheder af Ohio-klassen, hvoraf de fire er ombygget til at bære 154 konventionelle Tomahawk-krydsermissil i stedet for ballistiske missiler.
Bortset fra USS Henry M. Jackson (730) er Ohio-klassen navgivet efter amerikanske stater.

## Operationalitet
Ohio-klassen er navngivet efter det første skib i klassen, USS Ohio (726). De 14 enheder der bærer ballistiske missiler af typen Trident II D5 står for cirka halvtreds procent af USA's beholdning af strategiske atommissiler. Antallet af missiler ubådene medbringer varierer på hver patrulje, og er højt klassificeret, dog aldrig flere end der er bestemt af de begrænsninger der er sat ved de internationale aftaler om begrænsninger af strategiske atomvåben. Selvom missilerne ikke har noget fastsat mål når ubådene sejler ud på patrulje, er ubådene i stand til hurtigt at udpege mål overalt på den hemisfære ubåden befinder sig i. Ohio-klassen er den største ubåd der nogensinde er konstrueret til US Navy, og er den næststørste ubåd nogensinde konstrueret i verden, efter den russiske Typhoon-klasse (den nye russiske Borei-klasse har også et større deplacement neddykket, men ikke uddykket).
Ubåde af Ohio-klassen er designet med henblik på udvidede afskrækkelsespatruljer. Alle ubådene er berammet med to besætninger kaldet Blue og Gold, hvor hver besætning er om bord i hundrende dages intervaller. For at sikre mest muligt tid til søs er der placeret tre store luger der gør genforsyning mere effektivt. Klassens design tillader dem at operere i femten år i mellem ordinære værftsophold.a bådene er bygget til at være så stille ved 20 knobs hastighed som de skibe de afløste var ved en hastighed på 6 knob – dog er de nøjagtige informationer på dette område klassificerede.

## SSBN/SSGN
Efter den kolde krig, planlagde man at de første fire enheder i klassen skulle udfases i 2002. I stedet for udfasning blev, Ohio, Michigan, Florida, and Georgia i stedet ombygget til at fungere som platforme for krydsermissiler i stedet for interkontinentale missiler.
Fra 2002 frem til 2010, vil 22 af de 24 missilsiloer med en diameter på 2,2 meter, blive ombygget til hver at indeholde 7 Tomahawk-krydsermissiler. I denne konfiguration kan klassen maksimalt medbringe 154 krydsermissiler eller cirka hvad der medbringes af en normal amerikansk overfladestyrke. Skibene er også forberedt til at kunne medbringe nye generationer af overlydsmissiler, mellemdistance missiler, UAV'er, ekstra sensorer, efterretningsmoduler samt rekognosceringsudstyr.
Ubådene har også plads til opbevare udstyr til specialstyrker, så disse ikke behøver at medbringe deres egen. De sidste to missilsiloer er ombygget til dykkersluser. Til støtte for specialstyrkeoperationer, kan man installere Advanced SEAL Delivery Systemet eller Dry Deck Shelteret, og dermed vil man være i stand til at medbringe op til 66 specialstyrker. Ekstra kommunikationsudstyr gør de fire enheder i stand til at fungere som fremskudte og skjulte operationscentre.
Den 26. september 2002, skrev den amerikaske flåde kontrakt med Electric Boat company på 442.9 millioner dollars for at ombygge Ohio og Michigan. Prisen på ombygningen kom til at koste 700 millioner dollars på skib.

## Næste generation
Det amerikanske forsvarsministerium forudser et stadigt behov en atommissilbevæbnet ubådsflåde. De nuværende Ohio-klasse ubåde forventets at starte udfasning i 2029, hvilket betyder at en afløser skal være klar til den tid. Det er ligeledes forudset at erstatningen for ubådene kan komme til at koste op til 4 milliarder dollars pr. ubåd, i forhold til Ohio-klassens 2 milliarder dollars. US Navy forfølger to muligheder: Den første er en variant af Virginia-klassen og den anden er en ubåd bygget decideret som missilubåd, enten bygget som et helt nyt design, eller bygget over Ohio-klassen.
I samarbejde med Electric Boat og Newport News begyndte den amerikanske flåde i 2007 en undersøgelse af udgifterne til de nye ubåde. I december 2008 tildelte US Navy værftet Electric Boat en kontrakt om at producere missilmodulet på erstatningerne til Ohio-klassen til en værdi på op til 592 millioner dollars. Selom flåden endnu ikke har bekræftet at en erstatning til Ohio-klassen er på vej, bekræftede forsvarsminister Robert M. Gates at US Navy at sådan et program skal startes senest i 2010. I senest 2014 skal programmet gå ind i designfasen. Det forventes at hvis man vælger et nyt design til ubåden skal det være startet senest i 2016, hvis klassen skal stå klar til udfasningen af Ohio-klassen i 2029.

## Ubåde i klassen
| Pennant | Navn             | Kølen lagt         | Søsat              | Indgået            | Navngivet af          | Skæbne                           | Kaldesignal |
| ------- | ---------------- | ------------------ | ------------------ | ------------------ | --------------------- | -------------------------------- | ----------- |
| 726     | Ohio             | 10. april 1976     | 7. april 1979      | 11. november 1981  | Annie Glenn           | I tjeneste, konverteret til SSGN | NLAT        |
| 727     | Michigan         | 4. april 1977      | 26. april 1980     | 11. september 1982 | Lucien Nedzi          | I tjeneste, konverteret til SSGN | AEVJ        |
| 728     | Florida          | 4. juli 1976       | 14. november 1981  | 18. juni 1983      | Jarcia M. Carlucci    | I tjeneste, konverteret til SSGN | NFLO        |
| 729     | Georgia          | 7. april 1979      | 6. november 1982   | 11. februar 1984   | Sheila M. Watkins     | I tjeneste, konverteret til SSGN | NPOG        |
| 730     | Henry M. Jackson | 19. januar 1981    | 15. oktober 1983   | 6. oktober 1984    | Anna Marie Jackson    | I tjeneste                       | NNRI        |
| 731     | Alabama          | 14. oktober 1980   | 19. maj 1984       | 25. maj 1985       | Barbara E. Dickinson  | I tjeneste                       | NALA        |
| 732     | Alaska           | 9. marts 1983      | 12. januar 1985    | 25. januar 1986    | Catherine Stevens     | I tjeneste                       | NALK        |
| 733     | Nevada           | 8. august 1983     | 14. september 1985 | 16. august 1986    | Carol Laxalt          | I tjeneste                       | NVDA        |
| 734     | Tennessee        | 9. juni 1986       | 13. december 1986  | 17. december 1988  | Landess Kelso         | I tjeneste                       | NTEN        |
| 735     | Pennsylvania     | 10. januar 1984    | 23. april 1988     | 9. september 1989  | Marilyn Garrett       | I tjeneste                       | NPEN        |
| 736     | West Virginia    | 24. oktober 1987   | 14. oktober 1989   | 20. october 1990   | Erma Ora Byrd         | I tjeneste                       | NWVA        |
| 737     | Kentucky         | 18. december 1987  | 11. august 1990    | 13. juli 1991      | Carolyn Hopkins       | I tjeneste                       | NKTY        |
| 738     | Maryland         | 22. april 1986     | 10. august 1991    | 13. juni 1992      | Sarah C. Larson       | I tjeneste                       | NNMD        |
| 739     | Nebraska         | 6. juli 1987       | 15. august 1992    | 10. juli 1993      | Patricia Hansell      | I tjeneste                       | NEBR        |
| 740     | Rhode Island     | 15. september 1988 | 17. juli 1993      | 9. juli 1994       | Kati Machthley        | I tjeneste                       | NSRI        |
| 741     | Maine            | 3. juli 1990       | 16. juli 1994      | 29. juli 1995      | Donna Cochran McLarty | I tjeneste                       | NVAC        |
| 742     | Wyoming          | 8. august 1991     | 15. juli 1995      | 13. juli 1996      | Monika B. Owens       | I tjeneste                       | NWYG        |
| 743     | Louisiana        | 23. oktober 1992   | 27. juli 1996      | 6. september 1997  | Patricia O'Keefe      | I tjeneste                       | -           |